# Осеєва (Упоровський район)
Осе́єва (рос. Осеева) — присілок у складі Упоровського району Тюменської області, Росія.
Населення — 114 осіб (2010, 109 у 2002).
Національний склад станом на 2002 рік:
- росіяни — 92 %